# Господство Равенщайн
Господството Равенщайн (на немски: Herrschaft Ravenstein, Land von Ravenstein; на нидерландски: Land van Ravenstein) е историческа територия в Свещената Римска империя, която през 19 век става част на днешна Нидерландия. Главните градове били Равенщайн и Уден. Северната граница на господството била река Маас. На запад и юг се намирало Херцогство Брабант, а на изток господството Куик.

## История
Валрам ван Фалкенбург през 1360 г. подарява на Маас замъкът Равенщайн. Около този замък се създава селището Равенщайн, което през 1380 г. получава права на град.
В битката при Клеверхам през 1397 г. господарят на Равенщайн, Симон фон Салм, съюзник на херцог Вилхелм II фон Берг, е затворен от граф Адолф II фон Клеве и господството преминава към Графство Клеве.
През 1624 г. територията на господството е към протестантската Бранденбург-Прусия, но през 1630 г. към католическото херцогство Пфалц-Нойбург. Равенщайн не става част на Република на Седемте Обединени Провинции.
През 1742 г. господството Равенщайн принадлежи на фамилията Пфалц-Зулцбах. През 1795 г. господството Равенщайн е продадено на Батавската република.
Територията на бившето господство преминава през 1815 г. официално към новооснованата нидерландкса провинция Северен Брабант на Обединено кралство Нидерландия.
Замъкът Равенстейн е разрушен през 1818 г. по инициатива на правителството на Нидерландия.